# Speicher Mehlberger Straße 39

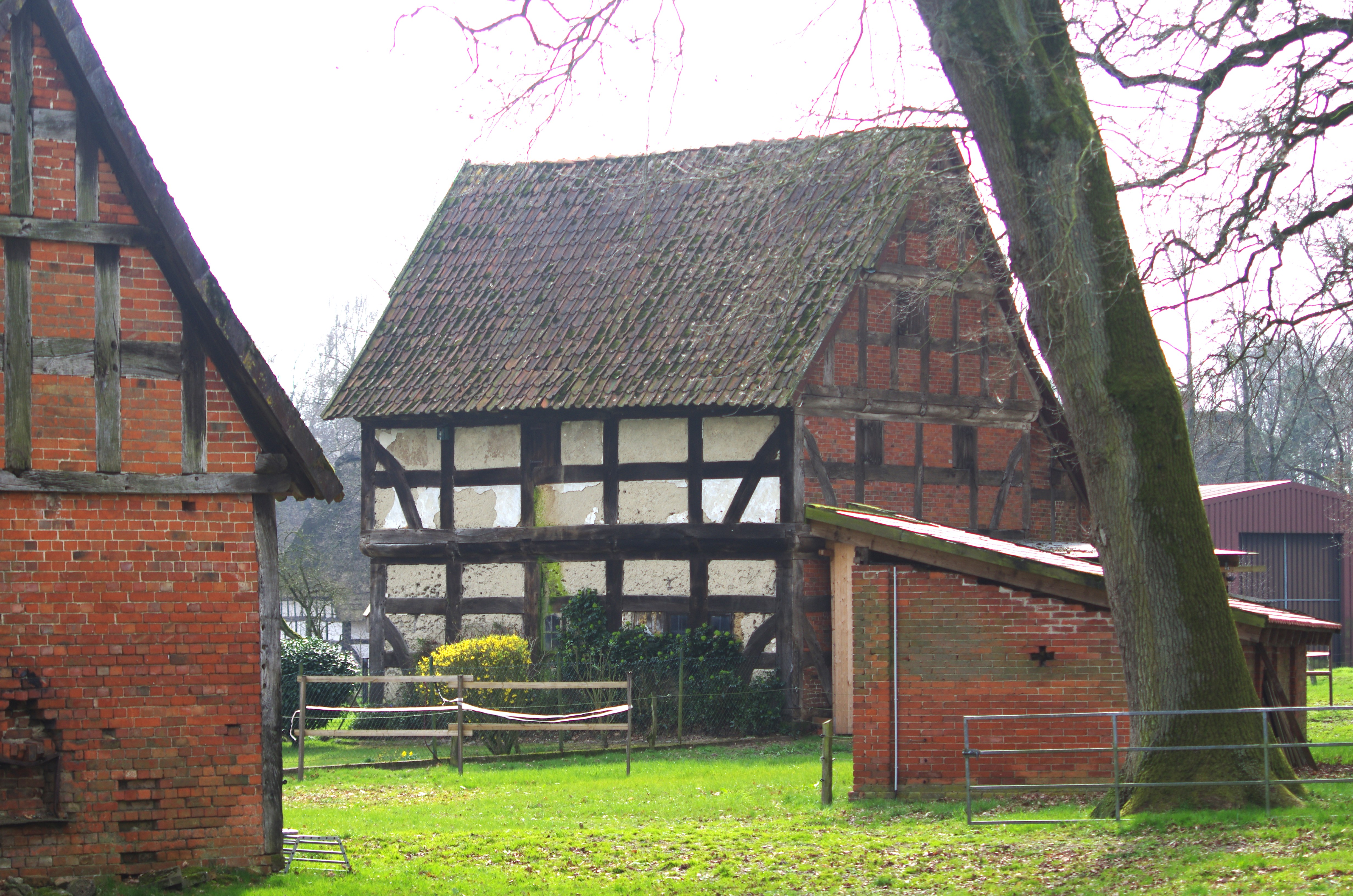
Speicher, MehlbergerStr.39

Der Speicher Mehlberger Straße 39 in Balge-Mehlbergen in der niedersächsischen Samtgemeinde Weser-Aue stammt aus dem 18. Jahrhundert.
Aktuell (2023) wird er nicht genutzt.
In der Nähe steht das Backhaus Mehlberger Straße 39.
Das Gebäude steht unter Denkmalschutz (siehe auch Liste der Baudenkmale in Balge).

## Beschreibung
Das ein- und zweigeschossige unsanierte Gebäude aus der zweiten Hälfte des 18. Jahrhunderts ist ein Fachwerkhaus mit Lehm- und Steinausfachungen und mit Satteldach. Der Speicher wurde später nach Westen erweitert. Obergeschoss und Giebeldreiecke kragen aus.
Das Landesdenkmalamt befand: „… geschichtliche Bedeutung … durch beispielhafte Ausprägung eines zweigeschossigen Speicherbaus mit erhaltener Lehmstakung …“